# Jessica Chastain
Jessica Michelle Chastain (Sacramento, 24 de marzo de 1977), conocida como Jessica Chastain, es una actriz y productora de cine estadounidense. En su carrera ha recibido varios premios y nominaciones: entre ellos, un Premio Óscar, un Globo de Oro y tres Premios SAG. Es fundadora de la productora de cine y televisión Freckle Films creada en 2016.
Después de interpretar pequeños papeles en series de televisión, hizo su debut en la gran pantalla con la película independiente Jolene en 2008. En 2011, su popularidad se disparó gracias a su trabajo en siete películas diferentes, por su actuación en The Help fue candidata al Óscar, al Globo de Oro, al BAFTA y al Premio del Sindicato de Actores como mejor actriz de reparto. En 2012, la revista Time la ubicó en su lista de las 100 personas más influyentes del mundo. 
Sus papeles en el thriller militar La noche más oscura y la cinta de terror Mamá, llevaron al crítico estadounidense Richard Roeper a describirla como "una de las mejores actrices de su generación". Gracias a La noche más oscura ganó el Globo de Oro a la mejor actriz de drama y fue candidata al Óscar como mejor actriz protagonista. En el año 2017 interpretó a Molly Bloom, antigua esquiadora y organizadora de partidas de póker, en la película Molly's Game, su interpretación en esta cinta fue recibida con buenas críticas.
En 2019 interpretó a la versión adulta de Beverly Marsh en la secuela It Capítulo Dos, la cual fue un gran éxito de taquilla pero con críticas mixtas, ese mismo año trabajo en Dark Phoenix.
En 2021 cosechó a nivel personal su mejor año como actriz, interpretó a Tammy Faye en The Eyes of Tammy Faye, su actuación en la película fue aclamada por parte de la crítica y ganó diferentes premios por su papel, incluyendo la Concha de Plata a la mejor actriz en el Festival de San Sebastián, el Premio del Sindicato de Actores a la mejor actriz, el Premio de la Crítica Cinematográfica a la mejor actriz y el Premio Óscar a la mejor actriz.

## Primeros años de vida y antecedentes
Chastain nació el 24 de marzo de 1977 en California, hija de Jerri Renee Hastey (apellido de soltera Chastain) y del músico de rock Michael Monasterio. Sus padres eran adolescentes cuando ella nació. Sus abuelos paternos eran españoles, Antonio Astoreka, de Vizcaya (Lequeitio), y Ramona Egurrola, de Navarra, pero no tuvo mucha relación con ellos por su tensa relación con su padre. Chastain es reacia a hablar públicamente sobre su pasado familiar; ella se separó de Monasterio y ha dicho que ningún padre figura en su certificado de nacimiento. Tiene dos hermanas y dos hermanos, aunque su hermana Juliet se suicidó en el 2003 después de años de abuso de drogas. Chastain fue criada en Sacramento por su madre y su padrastro, Michael Hastey, un bombero. Ella ha dicho que su padrastro fue la primera persona que la hizo sentir segura. Ella comparte un estrecho vínculo con su abuela materna, Marilyn, a quien considera como alguien que "siempre creyó en mí."
Chastain primero desarrolló un interés en actuar a la edad de siete años, luego de que su abuela la llevara a una producción de Joseph and the Amazing Technicolor Dreamcoat. Regularmente montaba shows amateurs con otros niños y se consideraba su directora artística. Como estudiante en El Camino Fundamental High School en Sacramento, Chastain tuvo problemas académicos. Ella era una solitaria y se consideraba una inadaptada en la escuela, y finalmente encontró una salida en las artes escénicas. Ella ha descrito cómo solía faltar a la escuela para leer Shakespeare. Con demasiadas ausencias durante su último año en la escuela, Chastain no calificó para la graduación, pero más tarde obtuvo un diploma. Luego asistió a Sacramento City College de 1996 a 1997, durante la cual fue miembro del equipo de debate de la institución. Hablando de su primera infancia, Chastain ha dicho:
Me crie con una madre soltera que trabajó mucho para poner comida en nuestra mesa. No teníamos dinero. Hubo muchas noches en las que tuvimos que irnos a dormir sin comer. Fue una crianza muy difícil. Las cosas no fueron fáciles para mí cuando era niña.
En 1998, Chastain hizo su debut profesional en el escenario como Juliet en una producción de Romeo and Juliet puesta en escena por TheatreWorks, una compañía en el Área de la Bahía de San Francisco. La producción la llevó a una audición para la Juilliard School en la ciudad de Nueva York, donde pronto fue aceptada y se le otorgó una beca financiada por el actor Robin Williams. En su primer año en la escuela, Chastain sufría de ansiedad y estaba preocupada por ser sacada del programa, pasando la mayor parte de su tiempo leyendo y viendo películas. Más tarde comentó que su participación en una producción exitosa de La gaviota durante su segundo año, le ayudó a construir su confianza. Se graduó de la escuela con un título de Bachelor of Fine Arts en 2003.

## Trayectoria profesional
En 1998 hizo de Julieta en una producción de Romeo y Julieta hecha por TheatreWorks, una compañía de teatro profesional de la Bahía de San Francisco.
El primer papel profesional de Chastain fue en 2004, en la adaptación televisiva de Dark Shadows. Después apareció en series de televisión como ER, Veronica Mars, Close to Home, Law & Order: Trial By Jury y en la británica Agatha Christie’s Poirot.
En 2008 hizo su debut en cine con el papel principal en Jolene, por el cual recibió el premio a Mejor Actriz en el Seattle International Film Festival. La película está basada en el cuento Jolene: A Life escrito por E. L. Doctorow.

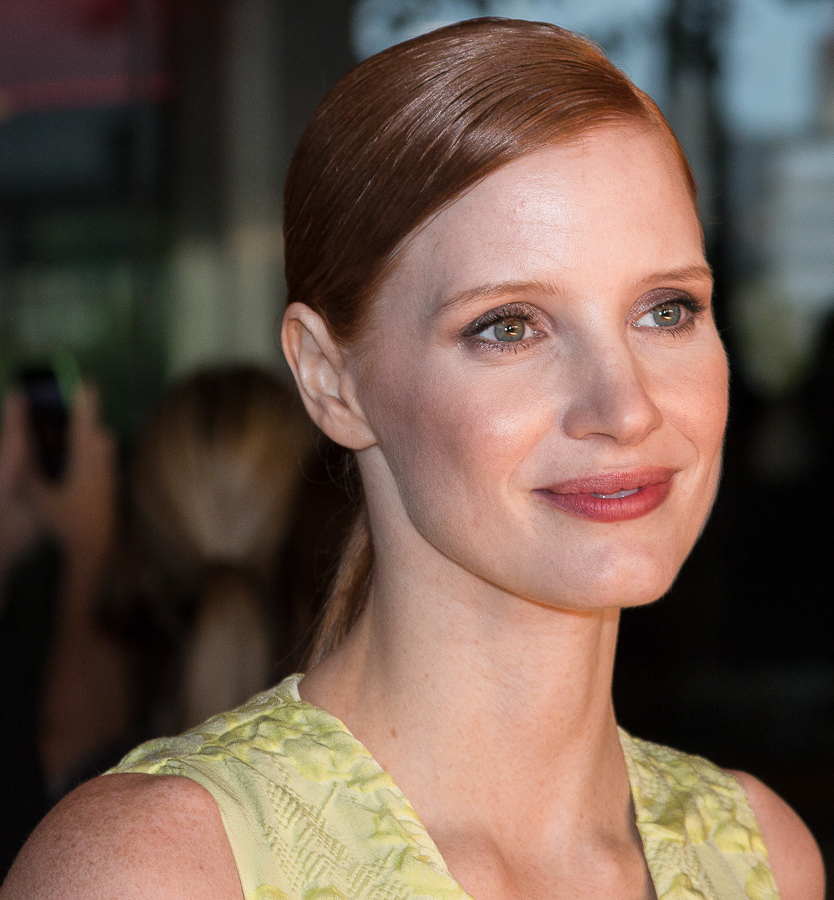
Chastain en agosto de 2014.

En 2011, Chastain rodó varias películas, entre ellas The Tree of life y Texas Killing Fields. Chastain hizo el papel de Celia Foote en la película The Help, basada en el libro de Kathryn Stockett. La cinta recibió críticas positivas y se convirtió en un éxito en taquilla. El 2 de febrero de 2012, la película ya había recaudado 205.320.611 dólares (169.620.611 en Estados Unidos y 35.700.000 en otros países). La interpretación de Chastain recibió buenas críticas y le valió una candidatura al Premio de la Academia como Mejor Actriz de Reparto (que finalmente se llevó su compañera de reparto Octavia Spencer). Jessica Chastain siguió recibiendo muy buenas críticas por su participación en la película Take Shelter. En su siguiente película, Chastain hizo el papel de una agente del Mossad en su juventud en la película The Debt de John Madden, que se estrenó en el Festival Internacional de Cine de Toronto de 2010. Su actuación tuvo éxito tanto entre los críticos como entre el público. Chastain interpreta en la mayoría de sus participaciones a mujeres con liderazgo bajo presión.
El 29 de noviembre de 2011, se declaró a Chastain como la mejor actriz de reparto en el Festival de Cine de Nueva York por sus papeles en The Help, Take Shelter y The Tree of Life. El mismo día fue nominada al Independent Spirit Award por su actuación en Take Shelter. El 1 de diciembre de 2011, recibió una nominación a los Premios Satellite como mejor actriz de reparto por su papel de Señora O’Brien en The Tree of Life, el cual ganó. Chastain se llevó aún más premios, incluyendo el National Society of Film Critics Award y el Los Angeles Film Critics Association Award, ambos a la mejor actriz de reparto.
En abril de 2012, Chastain entró en la lista de Time de las 100 personas más influyentes del mundo.
Chastain interpretó en el papel de Virgilia en el filme Coriolanus, que estrenó en enero de 2012. La película fue dirigida por Ralph Fiennes y recibió buenas críticas en general. Chastain realizó su primer trabajo como actriz de doblaje en la película animada Madagascar 3: Europe's Most Wanted. Chastain dio voz a Gia la jaguar; para esto empleó un acento italiano para su personaje. La película fue estrenada el 8 de junio de 2012 y recibió buenas críticas. Posteriormente terminó de rodar la película basada en la obra de Oscar Wilde, Wilde Salomé, junto con Al Pacino. También apareció en el drama Lawless de John Hillcoat.
En junio de 2012, Chastain fue nombrada embajadora de la nueva fragancia de Yves Saint Laurent llamada Manifesto. La fragancia salió al mercado en agosto de 2012, para la cual Chastain dijo: “Yves Saint Laurent es una marca que me inspira profundamente. Desde su creación, la marca me ha inculcado fuertes valores que aprecio, al igual que un inquebrantable compromiso, amor absoluto y audacia femenina. Esta nueva fragancia es un emblema de todo. Estoy muy emocionada de ser parte de esta hermosa aventura”.

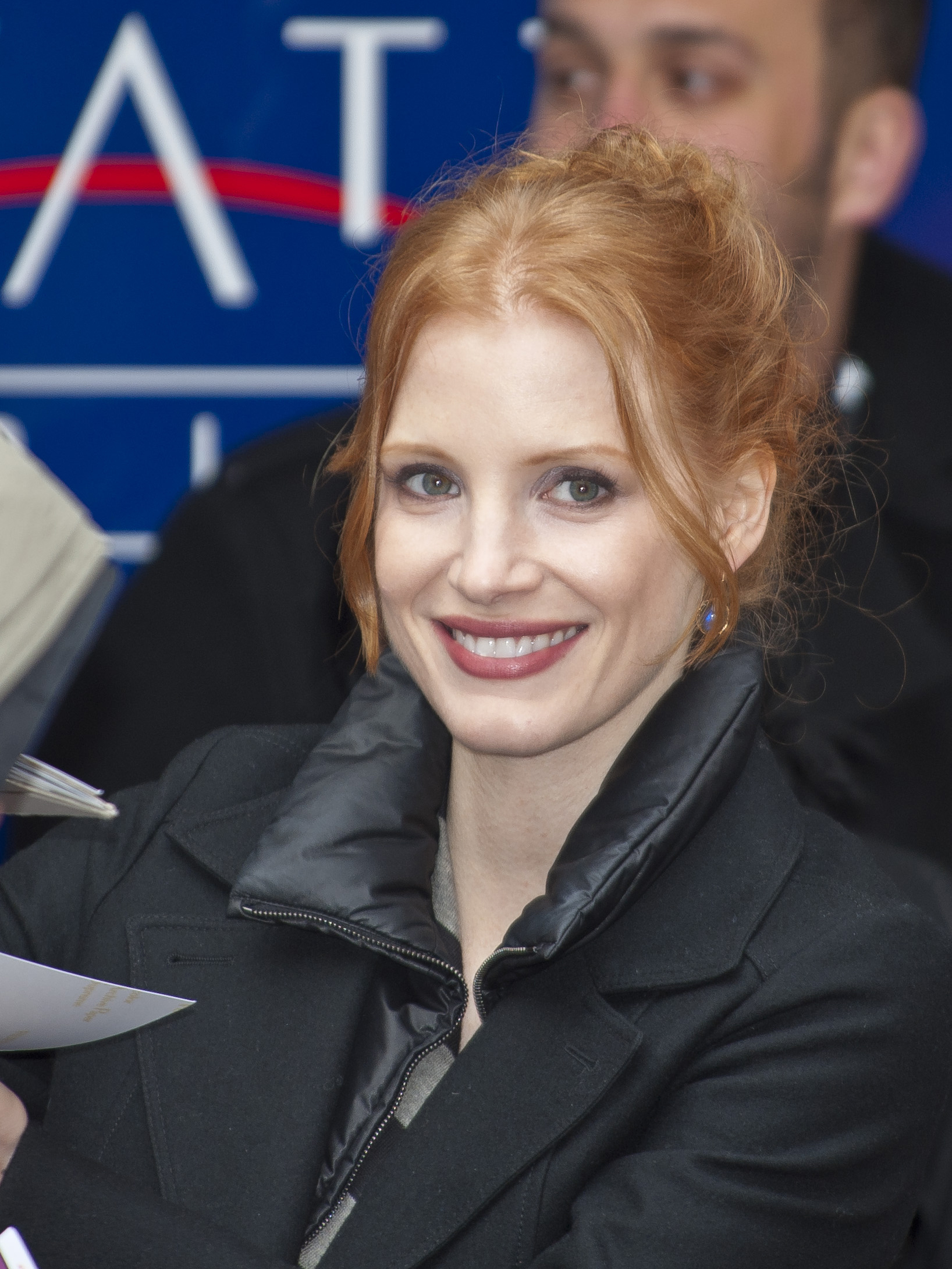
Chastain en el Festival Internacional de Cine de Berlín en 2011.

En 2012, apareció en Tar como la madre de C.K. William. Se juntó con Terrence Malick en la película To the Wonder, pero su interpretación fue cortada de la película. A principios de 2012, se reportó que Chastain aparecería en dos filmes de acción, Oblivion y Iron Man 3, pero abandonó los proyectos, lo cual confirmó en su cuenta de Facebook. También le ofrecieron el papel de la Princesa Diana en el filme por estrenar Diana, pero abandonó el proyecto y fue remplazada por Naomi Watts. Después protagonizó el filme de La noche más oscura dirigido por Kathryn Bigelow, por el cual obtuvo una nominación a la Academia como mejor Actriz. En 2013 interpretó al papel principal junto con Nikolaj Coster-Waldau, en la película de Terror Mamá de Andrés Muschietti, basada en un cortometraje español del 2008 llamado igual que el filme. Con el estreno en enero de 2013 de Mamá y La noche más oscura se convirtió en la primera mujer en 50 años en ser la protagonista de las dos películas más taquilleras durante el fin de semana.
Chastain interpretó el papel principal en la película The Disappearance of Eleanor Rigby junto a James McAvoy. El filme se divide en dos partes narradas desde la perspectiva de él y desde la perspectiva de ella. Se unieron en una sola película titulada The Disappearance of Eleanor Rigby: Them. Se estrenó en 2014.
En 2012, Chastain hizo su gran debut en Broadway en la obra The Heiress, en donde interpreta el papel de Catherine Sloper.
En 2015 recibió el premio MVP en los Critics Choice Awards por su actuación en Interestelar y habló sobre la falta de roles e historias para mujeres en la industria. En la conferencia de prensa posterior le preguntaron sus planes para avanzar en esta línea y surgió así la idea de invertir en la creación de una productora de cine y televisión que ofrezca oportunidades a las mujeres. Surgió así en 2016 la productora Freckle Films.
En 2019, interpretó a Beverly Marsh en la segunda entrega de It del director Andrés Muschietti.
En 2021, Chastain estrenó la película The Eyes of Tammy Faye, y al año siguiente, ganó el Premio Óscar, el Premio del Sindicato de Actores y el Premio de la Crítica Cinematográfica a la mejor actriz protagonista por su papel en esta cinta.

## Activismo

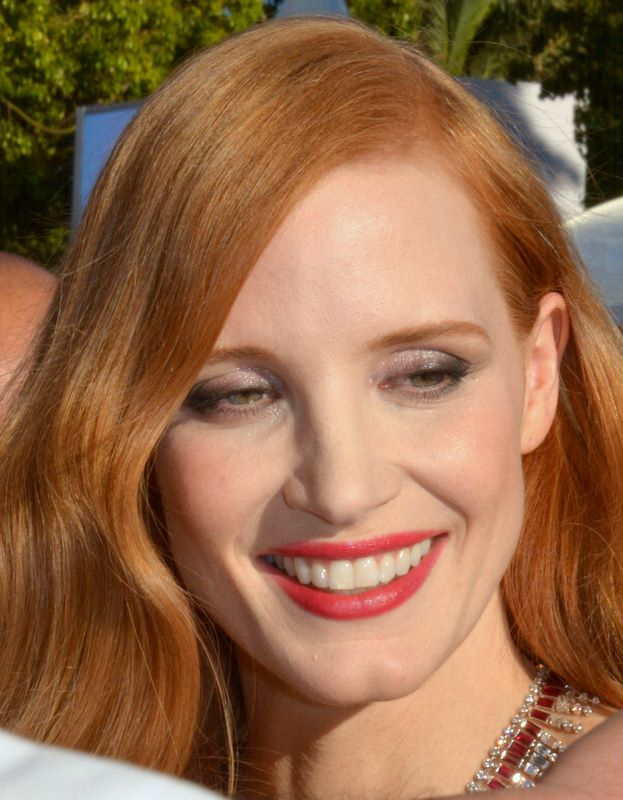
Chastain en el Cannes Film Festival 2017, donde se desempeñó como miembro del jurado.

Chastain se posiciona como feminista y a menudo se ha pronunciado en contra de la discriminación que sufren las mujeres y las minorías en Hollywood. Escribió una columna de opinión sobre la desigualdad de género en la industria para un artículo de The Hollywood Reporter publicado en diciembre de 2015.
En el Festival de Cine de Cannes de 2017, donde fue miembro del jurado, Chastain lamentó los papeles con actitud pasiva de las mujeres en la mayoría de las películas. Chastain aboga por un mayor equilibrio de género en los rodajes, incluyendo una mayor representación de las mujeres en los equipos cinematográficos y en las posiciones de poder. En cuanto a los medios sociales, Chastain defiende «amplificar las voces» de las víctimas de acoso sexual en la industria. En 2018, colaboró con 300 mujeres en Hollywood para lanzar la iniciativa Time's Up Archivado el 30 de mayo de 2019 en Wayback Machine. para proteger a las mujeres del acoso y la discriminación.
Chastain expresa su apoyo a la igualdad de salarios en los puestos de trabajo y ha rechazado las ofertas de trabajo que consideraba injustas. En 2013, Chastain prestó su apoyo a la campaña Got Your 6, para ayudar a empoderar a los veteranos del Ejército de los Estados Unidos, y en 2016, se convirtió en consejera de la organización We Do It Together, que produce películas y programas de televisión para promover el empoderamiento de las mujeres. En 2017, Chastain participó junto a varias celebridades de Hollywood en una producción teatral de Monólogos de los niños, en la que interpretó un monólogo como una niña de 13 años que fue violada por su tío. El evento recaudó fondos para Dramatic Need, una organización benéfica que ayuda a los niños africanos a seguir una carrera en las artes.
Habiendo sufrido por el suicidio de su hermana, Chastain tiene como objetivo crear conciencia sobre la depresión y apoyar a los que la padecen. Ella apoya a organizaciones caritativas que promueven la salud mental, y está involucrada con la organización sin fines de lucro To Write Love on Her Arms para ayudar a estudiantes de secundaria de identidades sexuales y de género alternas a superar inseguridades. De niña fue objeto de burlas por tener el pelo rojo y pecas y ahora toma una posición en contra del acoso y la vergüenza corporal. Chastain ha hecho campaña para que las mujeres tengan acceso a servicios de salud reproductiva asequibles en 2017, la revista  Variety la honró por su trabajo con Planned Parenthood.
También es vegana desde 2012 y apoya causas que luchan por los derechos de los animales. 

## Vida personal
A pesar de la significativa atención de los medios de comunicación, Chastain sigue cuidando su vida personal, y decide no asistir a los eventos de alfombra roja con su pareja. Se considera a sí misma una persona «tímida», y dijo en 2011 que disfrutaba de actividades domésticas como caminar con perros y tocar el ukelele en lugar de salir de fiesta. Ha citado a la actriz Isabelle Huppert como modelo por cómo compagina la vida profesional con la familiar y por sus interpretaciones de personajes de mujeres comunes.
Chastain es una amante de los animales y ha adoptado un perro de rescate. Fue pescetariana durante gran parte de su vida; después de tener problemas de salud comenzó a practicar el veganismo.
En la década de 2000, Chastain tuvo una larga relación con el director-escritor Ned Benson que terminó en 2010. En 2012, comienza a salir con Gian Luca Passi de Preposulo, un conde italiano de la noble familia Passi de Preposulo, ejecutivo de la marca de moda Moncler. El 10 de junio de 2017, se casó con Preposulo en la finca de su familia en Italia. Han tenido dos hijos mediante gestación subrogada, Giulietta en 2018 y Augustus en 2020. Residen en la ciudad de Nueva York.

## Filmografía

### Cine
| Año  | Título                                      | Papel                 | Observaciones                       |
| ---- | ------------------------------------------- | --------------------- | ----------------------------------- |
| 2008 | Jolene                                      | Jolene                |                                     |
| 2010 | The Westerner                               | Madre de Daniel       | Cortometraje - también coproductora |
| 2009 | Stolen                                      | Sally Ann             |                                     |
| 2011 | The Debt                                    | Rachel Singer (joven) |                                     |
| 2011 | The Tree of Life                            | Señora O'Brien        |                                     |
| 2011 | Texas Killing Fields                        | Detective Pam Stall   |                                     |
| 2011 | Coriolanus                                  | Virgilia              |                                     |
| 2011 | Take Shelter                                | Samantha LaForche     |                                     |
| 2011 | The Help                                    | Celia Foote           |                                     |
| 2011 | Wilde Salomé                                | Salomé                | Película documental                 |
| 2012 | Lawless                                     | Maggie Beauford       |                                     |
| 2012 | Madagascar 3: Europe's Most Wanted          | Gia                   | Voz                                 |
| 2012 | The Color of Time                           | Señora Williams       |                                     |
| 2012 | La noche más oscura                         | Maya Harris           |                                     |
| 2013 | Mama                                        | Annabel               |                                     |
| 2013 | The Disappearance of Eleanor Rigby          | Eleanor Rigby         | También coproductora                |
| 2014 | Miss Julie                                  | Miss Julie            |                                     |
| 2014 | Interstellar                                | Murphy «Murph» Cooper |                                     |
| 2014 | A Most Violent Year                         | Anna Morales          |                                     |
| 2015 | Unity                                       | Narradora             | Película documental                 |
| 2015 | La cumbre escarlata                         | Lady Lucille Sharpe   |                                     |
| 2015 | The Martian                                 | Melissa Lewis         |                                     |
| 2016 | The Huntsman: Winter's War                  | Sara / La Guerrera    |                                     |
| 2016 | Miss Sloane                                 | Elizabeth Sloane      |                                     |
| 2017 | I am Jane Doe                               | Narradora             | Película documental                 |
| 2017 | The Zookeeper's Wife                        | Antonina Żabińska     | También productora ejecutiva        |
| 2017 | Molly's Game                                | Molly Bloom           |                                     |
| 2017 | Woman Walks Ahead                           | Caroline Weldon       |                                     |
| 2018 | This Changes Everything                     | Ella misma            | Película documental                 |
| 2019 | Dark Phoenix                                | Vuk / Margaret        |                                     |
| 2019 | It: Capítulo Dos                            | Beverly Marsh         |                                     |
| 2020 | Ava                                         | Ava Faulkner          |                                     |
| 2020 | Creating a Character: The Moni Yakim Legacy | Ella misma            | Productora ejecutiva                |
| 2021 | The Eyes Of Tammy Faye                      | Tammy Faye            | También productora                  |
| 2021 | The Forgiven                                | Jo Henninger          |                                     |
| 2022 | Agentes 355                                 | Mason «Mace» Brown    | También productora                  |
| 2022 | Armageddon Time                             | Maryanne Trump        | Cameo                               |
| 2022 | The Good Nurse                              | Amy Loughren          | Película de Netflix                 |
| 2023 | Memoria                                     | Sylvia                |                                     |
| 2023 | Mothers' Instinct                           | Alice Bradford        |                                     |

### Televisión
| Año       | Título                                | Papel            | Observaciones                            |
| --------- | ------------------------------------- | ---------------- | ---------------------------------------- |
| 2004      | Dark Shadows                          | Carolyn Stoddard | Piloto no emitido                        |
| 2004      | ER                                    | Dahlia Taslitz   | Episodio: «Forgive and Forget»           |
| 2004      | Veronica Mars                         | Sarah Williams   | Episodio: «The Girl Next Door»           |
| 2005–2006 | Law & Order: Trial by Jury            | Sigrun Borg      | 3 episodios                              |
| 2006      | Close to Home                         | Casey Wirth      | Episodio: «The Rapist Next Door»         |
| 2006      | The Evidence                          | Laura Green      | Episodio: «Piloto»                       |
| 2006      | Pirates: The True Story of Blackbeard | Charlotte Ormand | Película de televisión                   |
| 2007      | Journeyman                            | Tanna Bloom      | Episodio: «Friendly Skies»               |
| 2010      | Agatha Christie's Poirot              | Mary Debenham    | Episodio: «Murder on the Orient Express» |
| 2021      | Scenes from a marriage                | Mira Phillips    | 5 episodios                              |
| 2022–2023 | George & Tammy                        | Tammy Wynette    | Miniserie; también productora ejecutiva  |

## Premios y nominaciones
Chastain ganó un Premio Óscar en la categoría de Mejor Actriz por The Eyes of Tammy Faye (2021), y ha sido nominada dos veces más: Mejor Actriz de Reparto por The Help y Mejor Actriz por Zero Dark Thirty. Ganó el Globo de Oro a la mejor actriz - Drama por Zero Dark Thirty, y ha sido nominada seis veces más por sus trabajos en papeles protagonistas como en: Miss Sloane, Molly's Game y The Eyes of Tammy Faye; y en papeles secundarios como en: The Help y A Most Violent Year; y por su papel en la pequeña pantalla en la categoría de mejor actriz de miniserie o telefilme por Escenas de un Matrimonio.